# Мемориальный комплекс «Лысая гора»
Мемориа́льный ко́мплекс «Лы́сая гора́» — памятник военной истории, расположенный в Советском районе города Волгограда.

## История

Братская могила воинов 64-й армии, погибших в период Сталинградской битвы

Ожесточённые бои за высоту 145,5 и прилегающую территорию велись непрерывно с сентября 1942 года по январь 1943 года в течение 147 суток.
Здесь земля, изрезанная глубокими рвами и траншеями, до сих пор хранит тысячи осколков мин, снарядов, пуль. В сентябре 1942 г. гитлеровцы овладели высотой, превратив её в мощный узел сопротивления. Они вырыли траншеи, установили мины и обнесли гору проволочным заграждением. Это стратегическая точка: с горы открывается панорама южной части Волгограда.
Штурмовать гору частям Красной армии приходилось несколько раз: в октябре 1942 г. и в январе 1943 г. С выходом немецко-фашистских войск к Волге в районе посёлка Купоросного, на правом фланге южного участка обороны Сталинградского фронта, оборону держала 64-я армия генерала Михаила Степановича Шумилова.
12 января 1943 г. боец 97-й бригады П. И. Карпов первым ворвался во вражеские траншеи и уничтожил огнём из автомата шесть гитлеровцев. Вновь завязался ожесточённый бой за вершину. Советским войскам приходилось штурмовать каждый опорный пункт. 17 января ценой невероятных усилий части 64-й армии вышли на западные склоны горы и погнали врага в центр Сталинграда. Лысая гора была освобождена.
На Лысой горе сражались части 64-й армии:
- 7-й стрелковый корпус
- 36-я гвардейская дивизия
- 126-я и 422-я стрелковые дивизии
- сводный курсантский полк

и др.
Солдаты и офицеры — защитники Сталинграда проявили исключительную стойкость и мужество и не пропустили врага к Волге.

## Мемориал
В память этих событий на Лысой горе в 1968 г. установлен 20-метровый обелиск с высеченными словами: «Мир отстоявшим для будущих поколений, Слава вам и вечная благодарность Отечества. Родина чтит эти подвиги, имя которым бессмертие».
Чуть поодаль расположена братская могила павших защитников. Существующий памятник построен в 1973 году по типовому проекту из мраморной крошки. Обелиск имеет высоту 4 метра, размер надгробной плиты — 1,8×4,0 м, ограда из цепей 2,4×4,8 м.